# Epilobium
Epilobium es un género de unas 160 a 200 especies de plantas con flor de la familia Onagraceae, nativo de las regiones templadas y subárticas de ambos hemisferios. 

## Descripción
La mayoría son plantas herbáceas, anuales o perennes, raramente arbustivas. Las hojas son en su mayoría opuestas o verticiladas, alternas en unas pocas especies, simples y de forma ovada a lanceolada. 
Las flores tienen cuatro pétalos, de color rosa en la mayoría de las especies; rojas, naranjas o amarillas en unas pocas.
El fruto es una cápsula cilíndrica alargada que contiene numerosas semillas envueltas en finas pelusas de seda suave con las que son dispersadas por anemocoria.

## Características
La taxonomía del género presenta variaciones entre diferentes botánicos, pero la tendencia actual es de incluir los géneros anteriormente reconocidos de Boisduvalia, Chamaenerion, Chamerion, Pyrogennema y Zauschneria dentro de Epilobium. 
Muchas de sus especies son malezas de jardín. Uno de los miembros más conocidos del género es la maleza de los fuegos (Epilobium angustifolium), planta que coloniza rápidamente la tierra quemada. Durante la Segunda Guerra Mundial, después del bombardeo de Londres, muchos de los solares con escombros abandonados pronto se cubrieron con esta planta, que suavizaba con el color de sus flores un panorama por lo demás desolador.
Las especies de Epilobium son la base de la alimentación de las larvas de algunas especies de Lepidoptera: polilla de doble banda, la gótica, Orthosia gothica, polilla ratón y Xestia c-nigrum.

## Taxonomía
El género fue descrito por Carlos Linneo y publicado en Species Plantarum 1: 347. 1753.
Etimología
Epilobium: nombre genérico que proviene de las palabras griegas: epi = "sobre", y lobos = "una vaina o cápsula," como la flor y la cápsula aparecen juntas, la corola está soportad en el extremo del ovario.

## Especies
- Epilobium alpestre
- Epilobium alsinifolium
- Epilobium alsinoides
- Epilobium anagallidifolium
- Epilobium angustifolium ( sin. Chamerion angustifolium) adelfilla
- Epilobium arcticum
- Epilobium billardierianum
- Epilobium brachycarpum
- Epilobium brevipes
- Epilobium brunnescens
- Epilobium canum ( sin. Zauschneria cana)
- Epilobium chloraefolium
- Epilobium ciliatum
- Epilobium clavatum
- Epilobium cleistogamum
- Epilobium collinum
- Epilobium coloratum
- Epilobium crassum
- Epilobium davuricum
- Epilobium densiflorum ( sin. Boisduvalia densiflora)
- Epilobium dodonaei
- Epilobium fleischeri
- Epilobium foliosum
- Epilobium glabellum ( sin. Boisduvalia glabella)
- Epilobium glaberrimum
- Epilobium glandulosum
- Epilobium halleanum
- Epilobium hectori
- Epilobium hirsutum
- Epilobium hornemannii
- Epilobium howellii
- Epilobium komarovianum
- Epilobium lactiflorum
- Epilobium lanceolatum
- Epilobium latifolium (sin. Chamerion latifolium)
- Epilobium leptocarpum
- Epilobium leptophyllum
- Epilobium luteum
- Epilobium minutum
- Epilobium mirabile
- Epilobium montanum
- Epilobium nevadense
- Epilobium nivium
- Epilobium obcordatum
- Epilobium obscurum
- Epilobium oreganum
- Epilobium oregonense
- Epilobium palustre
- Epilobium pallidum
- Epilobium parviflorum
- Epilobium pedunculare
- Epilobium purpuratum
- Epilobium pygmaeum
- Epilobium rigidum
- Epilobium roseum
- Epilobium saximontanum
- Epilobium septentrionale (sin. Zauschneria septentrionalis)
- Epilobium siskiyouense
- Epilobium strictum (sin. Boisduvalia stricta)
- Epilobium suffruticosum
- Epilobium tetragonum
- Epilobium torreyi